# Актинии
Акти́нии, или морские анемо́ны (Actiniaria), — отряд морских стрекающих из класса коралловых полипов (Anthozoa). Представители лишены минерального скелета. Как правило, одиночные формы. Большинство актиний — сидячие организмы, обитающие на твёрдом морском грунте. Немногие виды (например, Nematostella vectensis) отличаются роющим образом жизни в толще донных осадков.

## Строение тела

Марка СССР

Цилиндрическое тело актиний варьирует в диаметре от нескольких миллиметров до полутора метров.
Прикрепляются к твёрдым субстратам с помощью «подошвы». У форм, обитающих на мягких грунтах (например, на песке), специальных органов прикрепления не формируется. На полюсе тела, обращённом от субстрата, располагается щелевидный рот, окружённый венчиком щупалец.
Актинии лишены минерального скелета: опорную функцию у них берёт на себя кишечная полость, которая изолируется от окружающей среды при смыкании ротового отверстия. Скоординированная работа этого гидроскелета и мышц стенки тела оказывается довольно эффективна: среди актиний есть представители, способные передвигаться в толще грунта.
Многие актинии ярко окрашены (например, в жёлтые и красные цвета).

## Экология и питание
Питаются различными мелкими беспозвоночными, иногда рыбами, сперва убивая или парализуя добычу «батареями» стрекательных клеток (книдоцитов), а после подтягивая ко рту с помощью щупалец. У человека могут вызвать болезненные ожоги.
Некоторые актинии живут в симбиозе с раками-отшельниками или другими беспозвоночными, а также с некоторыми видами рыб (например, с рыбами-клоунами).

## Распространение
Распространены широко. Большинство обитает в тропических и субтропических водах.